# Альфред Шаффер
Альфред Шаффер (угор. Schaffer Alfréd, нар. 13 лютого 1893, Будапешт, Австро-Угорщина — пом. 30 серпня 1945, Прін-ам-Кімзе, Німеччина) — угорський футболіст, що грав на позиції нападника. По завершенні ігрової кар'єри — футбольний тренер.
Виступав, зокрема, за клуб МТК (Будапешт), а також національну збірну Угорщини.
Як футболіст: чемпіон Угорщини, Німеччини, Чехословаччини. Австрії. Як тренер: чемпіон Австрії, Чехословаччини, Угорщини і Італії, володар кубка Угорщини і Румунії.

## Клубна кар'єра
У дорослому футболі дебютував 1911 року виступами за команду клубу «Татабанья». Протягом 1912—1913 років захищав кольори команди клубу БАК.
У 1914 році приєднався до складу чемпіона країни — клубу МТК (Будапешт). Шаффер швидко став провідним гравцем і одним з головних бомбардирів команди. Через війну деякий час в країні не проводились офіційні футбольні чемпіонати. В 1915 було проведено два неофіційних турніри весною і осінню. Весняний виграв «Ференцварош», що випередив МТК на одне очко, а осінній впевнено виграв МТК, що виграв 10 із 11 матчів змагань і лише в одному поступився. Шаффер став найкращим бомбардиром обох турнірів з 17 і 19 голами відповідно, а також був визнаний найкращим гравцем країни.
У сезоні 1916/17 року національний чемпіонат. МТК, маючи дуже сильний і зірковий склад упевнено став переможцем турніру, в 22 матчах зазнавши лише однієї поразки при 21 перемозі. Найближчого конкурента, клуб «Тереквеш» випередили на 8 очок. Показовою є різниця м'ячів команди у 22 матчах змагань — 113:16, в той час як у «Тереквеша» — 71:20. Поряд з Шаффером грало дуже багато видатних угорських футболістів того часу: Імре Шлоссер, Кальман Конрад, Анталь Віго, Дьюла Біро, Вільмош Кертес, Бела Ревес, Ференц Чюдер та інші. Альфред єдиний раз за часів виступів у МТК не став найкращим бомбардиром турніру, поступившись Імре Шлоссеру.
У сезоні 1917/18 МТК здобув чемпіонський титул з ще більш вражаючими показниками: 21 перемога і 1 нічия при різниці м'ячів 147:10. Найближчі конкуренти забили більш ніж на 100 голів менше. Основний склад команди поповнили ще три знакових футболісти — Дьордь Орт, Йожеф Браун і Дьюла Фельдманн. Шаффер здобув звання найкращого бомбардира першості з результатом у 42 голи.
З 1919 по 1921 рік (з невеликою перервою у 1920 році, коли грав за «Базель») Шаффер був у складі найсильнішої команди Німеччини — «Нюрнберга», де був фактично тренером. Причетний до перемог команди у чемпіонатах 1920 і 1921 років, хоча у фінальних турнірах обох першостей не грав. Тим не менше, більшість джерел приписують Шафферу перемогу у чемпіонаті 1921 року. У фінальному турнірі чемпіонату Німеччини Альфред зіграв з іншою командою — мюнхенським «Ваккером». У 1922 році клуб став чемпіоном Південної ліги («Нюрнберг» не грав у відборі, бо автоматично був включений до фінального турніру як минулорічний переможець). У фінальному турнірі «Ваккер» в 1/4 здобув перемогу 5:0 над «Армінією» (Біленфельд) (один з голів забив Шаффер), але у 1/2 програв 0:3 «Гамбургу».
У 1922 році Шаффер приєднався до складу команди «Спарта» (Прага), що нарівні з колишнім клубом Шаффера МТК вважалась однією з найсильніших у Європі. Команда мала дуже сильний склад (Карел Пешек-Кадя, Антонін Янда-Очко, Вацлав Пілат, Антонін Гоєр, Франтішек Коленатий — суперзірки тогочасного європейського футболу) і носила прізвисько «Залізна». З Альфредом у складі клуб в черговий раз здобув титул чемпіона.
Чемпіоном четвертої країни — Австрії — Шаффер став у 1924 році у складі «Аматере» (Відень). Разом з Шаффером у команді грали старі знайомі по МТК — брати Кальман Конрад і Єньо Конрад, а також зірки австрійського футболу Фердінанд Сватош, Александер Попович, Густав Візер, Вільгельм Кутті та інші. Шаффер зіграв у 19 матчах чемпіонату і забив 9 голів, виконуючи також функції граючого тренера.
У сезоні 1925/26 року Шаффер також у ролі граючого тренера здобув титул чемпіона Чехословаччини зі «Спартою», зігравши 7 матчів чемпіонату, у яких забив три голи.

## Виступи за збірну
1915 року дебютував в офіційних матчах у складі національної збірної Угорщини у матчі проти збірної Австрії. Угорці перемогли з рахунком 6:2, а Шаффер забив три м'ячі. Протягом кар'єри у національній команді, яка тривала 5 років, провів у формі головної команди країни 15 матчів, забивши 17 голів. Більша частина цих матчів припала на роки Першої світової війни, через це всі матчі відбувались лише з сусідами: 14 з Австрією і 1 з Швейцарією.

## Кар'єра тренера
Перші успіхи на тренерській ниві Шаффер здобув, ще будучи граючим тренером. Здобув титули чемпіона Австрії з «Аматере» і чемпіона Чехословаччини зі «Спартою».
Надалі очолював команди німецьких клубів ДСФ (Мюнхен), «Ваккер» (Мюнхен), БСФ (Берлін), «Айнтрахт», МТК (Будапешт), «Нюрнберг».
В 1935 році Шаффер очолив «Хунгарію», як на той момент називався рідний для нього МТК. З 1929 року команда не знала перемог у чемпіонаті. З приходом Альфреда клуб двічі поспіль здобував золото національної першості. Перед чемпіонатом світу 1938 року Шаффер був запрошений до збірної Угорщини, якою керував спільно Кароєм Дітцем. Угорська збірна впевнено виступила у Франції, здобувши «срібло» чемпіонату.
Наступним місцем роботи Альфреда був румунський «Рапід» (Бухарест), з яким він здобув кубок Румунії. Очоливши італійську «Рому», Шаффер виграв для команди першу в історії перемогу у Серії А. Свій останній трофей Альфред здобув з угорським клубом «Ференцварош» — кубок Угорщини. У чемпіонаті Угорщини на рахунку Щаффера 109 проведених матчів у ролі тренера, з яких 79 переможних.
Останнім місцем роботи був клуб «Баварія», у якому Альфред працював до 1945 року. 30 серпня 1945 року на 53-му році життя у місті Прін-ам-Кімзе був знайдений труп Шаффера, упізнаний футбольним уболівальником. Через воєнну суєту розтин ніхто не робив, тому точна причина смерті видатного футболіста і тренера невідома. Головна версія — серцевий напад. Останній притулок Альфред Шаффер знайшов на кладовищі міста Прін-ам-Кімзе.

## Статистика
Статистика виступів за збірну:
| Дата       | Місто    | Господарі | Результат | Гості     | Турнір           | Голи | Примітки |
| ---------- | -------- | --------- | --------- | --------- | ---------------- | ---- | -------- |
| 07/11/1915 | Будапешт | Угорщина  | 6 – 2     | Австрія   | товариський матч | 3    |          |
| 07/05/1916 | Відень   | Австрія   | 3 – 1     | Угорщина  | товариський матч | -    |          |
| 04/06/1916 | Будапешт | Угорщина  | 2 – 1     | Австрія   | товариський матч | 1    |          |
| 01/10/1916 | Будапешт | Угорщина  | 2 – 3     | Австрія   | товариський матч | 1    |          |
| 05/11/1916 | Відень   | Австрія   | 3 – 3     | Угорщина  | товариський матч | 1    | 70'      |
| 06/05/1917 | Відень   | Австрія   | 1 – 1     | Угорщина  | товариський матч | -    |          |
| 03/06/1917 | Будапешт | Угорщина  | 6 – 2     | Австрія   | товариський матч | 2    |          |
| 15/07/1917 | Відень   | Австрія   | 1 – 4     | Угорщина  | товариський матч | 3    |          |
| 07/10/1917 | Будапешт | Угорщина  | 2 – 1     | Австрія   | товариський матч | 1    |          |
| 04/11/1917 | Відень   | Австрія   | 1 – 2     | Угорщина  | товариський матч | 2    |          |
| 14/04/1918 | Будапешт | Угорщина  | 2 – 0     | Австрія   | товариський матч | 1    |          |
| 12/05/1918 | Будапешт | Угорщина  | 2 – 1     | Швейцарія | товариський матч | 1    |          |
| 02/06/1918 | Відень   | Австрія   | 0 – 2     | Угорщина  | товариський матч | 1    |          |
| 06/10/1918 | Відень   | Австрія   | 0 – 3     | Угорщина  | товариський матч | -    |          |
| 06/04/1919 | Будапешт | Угорщина  | 2 – 1     | Австрія   | товариський матч | -    |          |
| Усього     |          | Матчів    | 15        |           | Голів            | 17   |          |

## Титули і досягнення
| - Чемпіон Угорщини (3): МТК (Будапешт): 1916–1917, 1917–1918, 1918–1919 - Переможець неофіційного чемпіонату Угорщини (1): МТК (Будапешт): 1915 (осінь) - Чемпіон Німеччини (1): «Нюрнберг»: 1920–1921 - Чемпіон Чехословаччини (2): «Спарта» (Прага): 1922, 1925–1926 - Чемпіон Австрії (1): «Аматере» (Відень): 1923–1924 - Володар кубка Австрії (1): «Аматере» (Відень): 1923–1924 - Переможець Південної ліги Німеччини (3): «Нюрнберг»: 1920, 1921 «Ваккер» (Мюнхен): 1922 | - Чемпіон Австрії (1): «Аматере» (Відень): 1923–1924 - Чемпіон Чехословаччини (1): «Спарта» (Прага): 1925–1926 - Чемпіон Угорщини (2): «Хунгарія» (Будапешт): 1935–1936, 1936–1937 - Володар кубка Угорщини (1): «Ференцварош»: 1943–1944 - Володар кубка Румунії (1): «Рапід» (Бухарест): 1939–1940 - Чемпіон Італії (1): «Рома»: 1941–1942 - Переможець Південної ліги Німеччини (1): «Айнтрахт»: 1932 - Віце-чемпіон світу: 1938 |

### Особисті
- Найкращий футболіст Угорщини: 1915, 1916
- Найкращий бомбардир чемпіонату Угорщини: 1917–1918 (42)
- Найкращий бомбардир неофіційного чемпіонату Угорщини: 1915 (весна) (17), 1915 (осінь) (19)
- Найкращий бомбардир європейських національних чемпіонатів: 1917—1918 (42)